# فورتسهایم
شهر فورتزهایم (به آلمانی: Pforzheim) در ایالت بادن-وورتمبرگ در کشور آلمان واقع شده است.

## نگارخانه

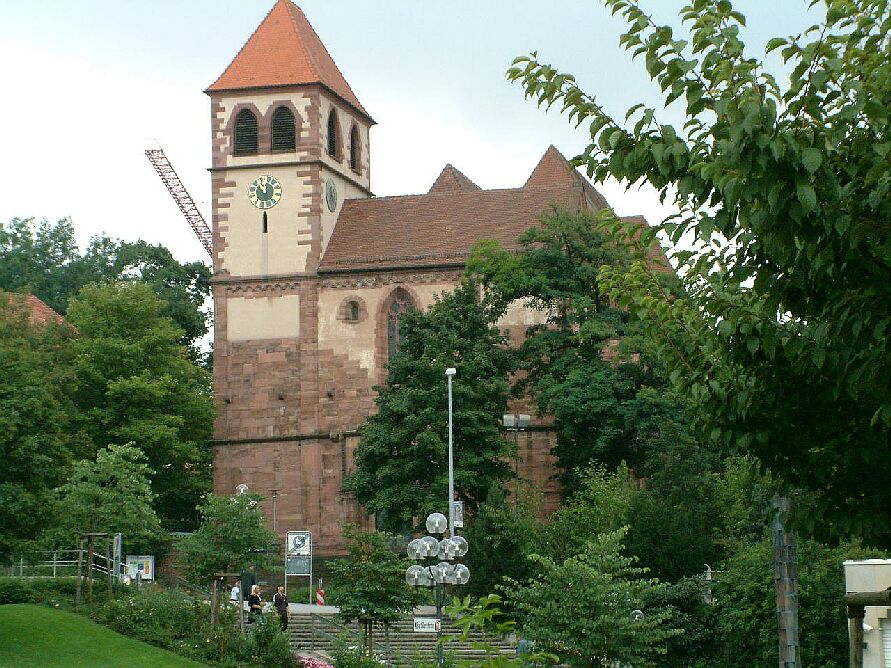
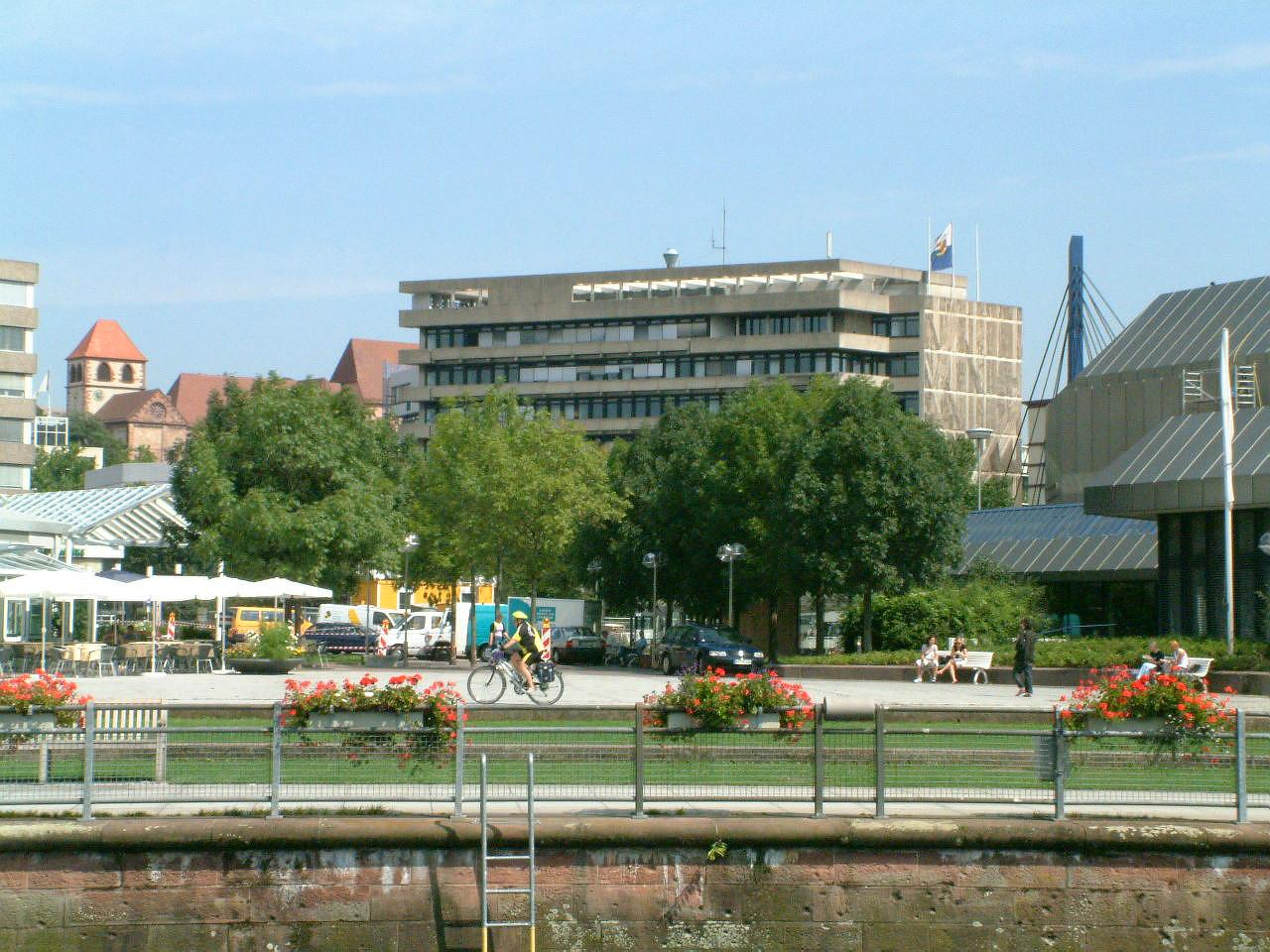
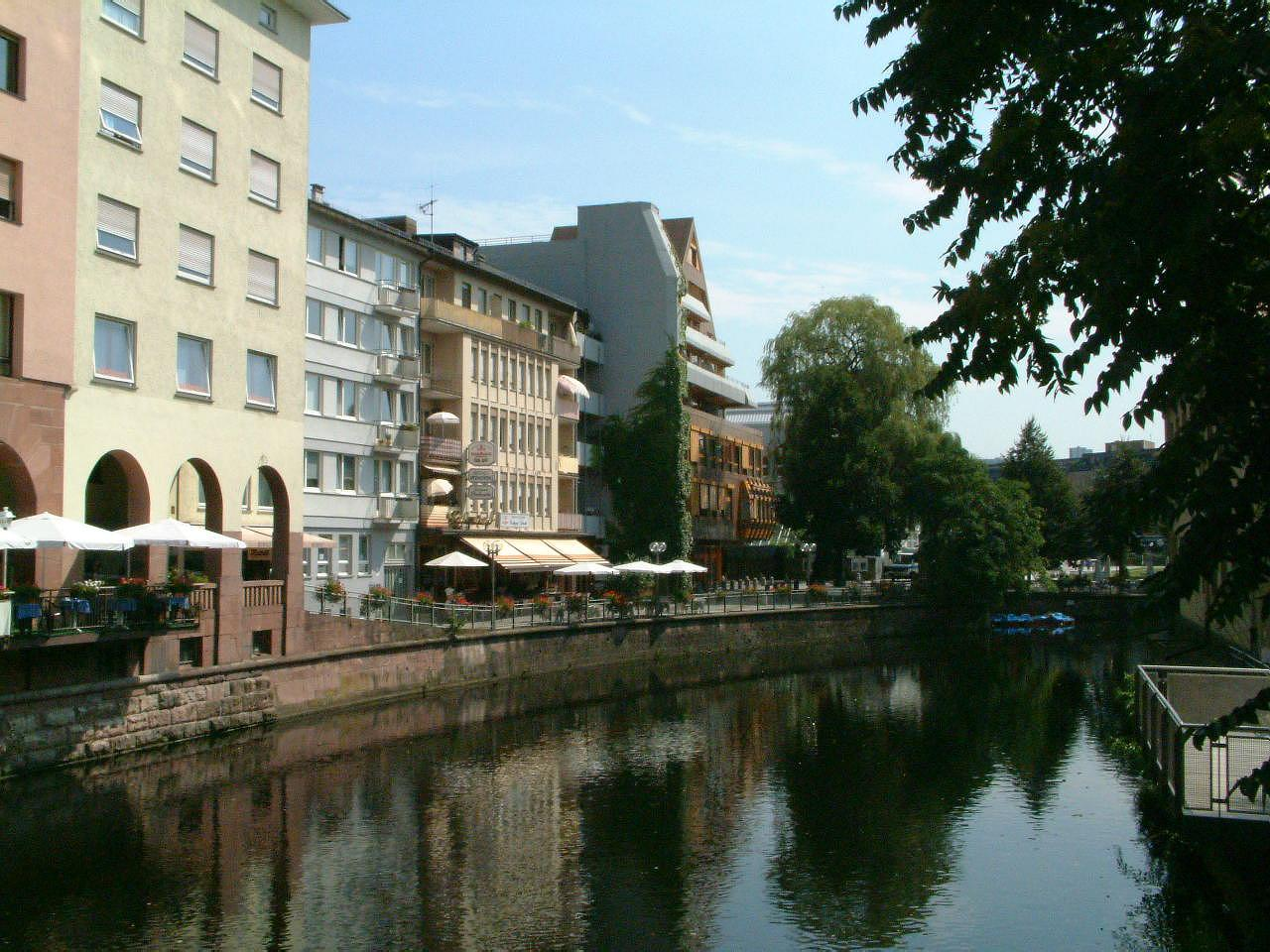
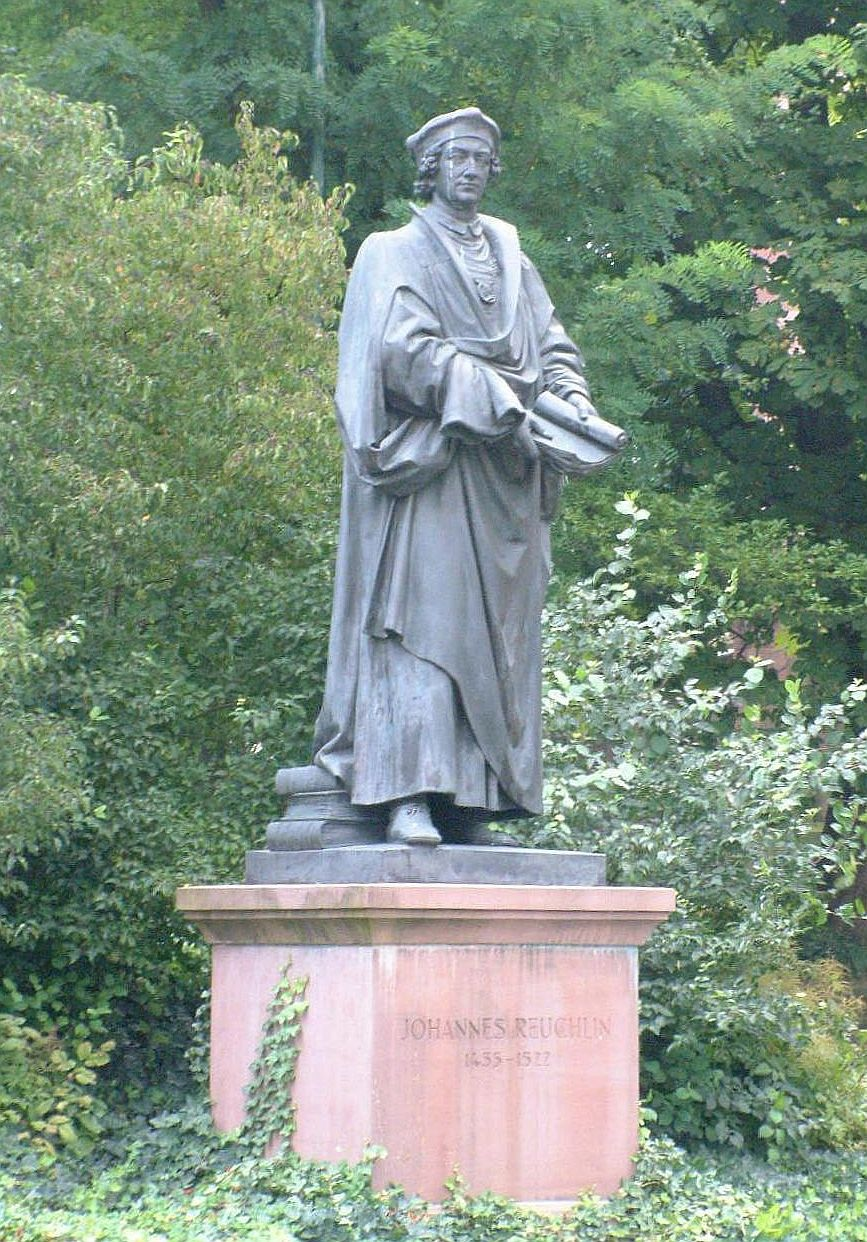
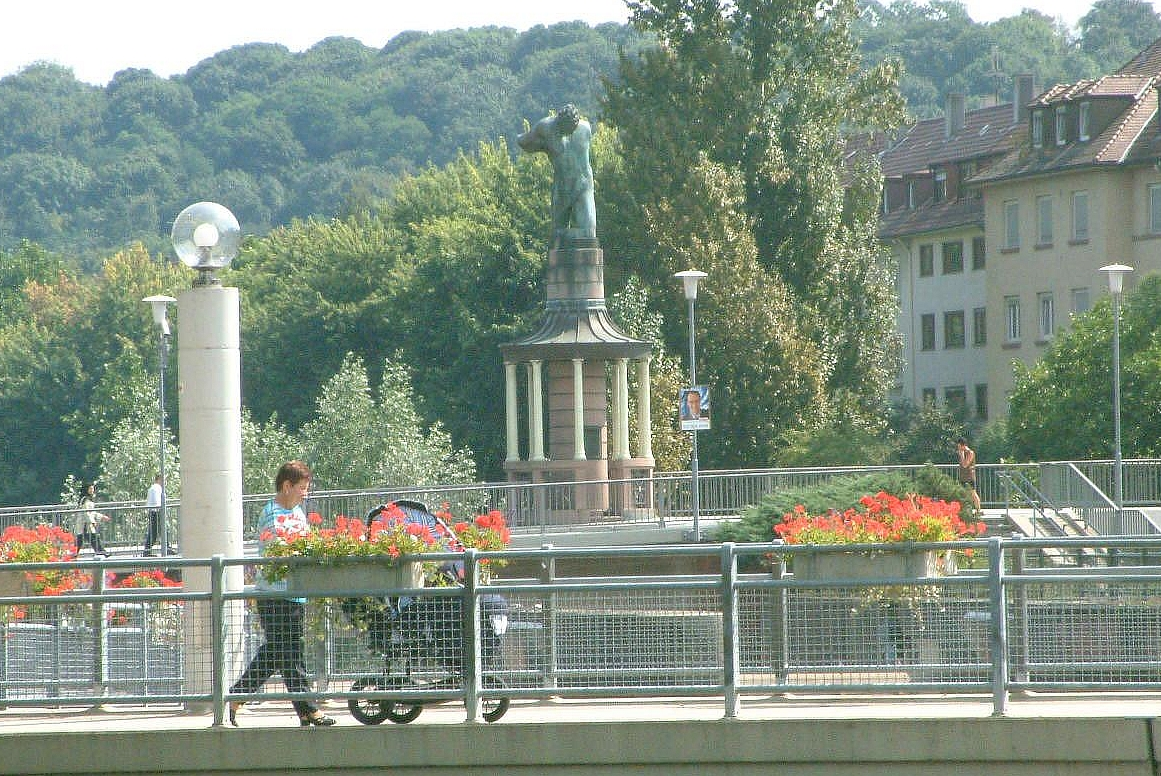